# Grbe (Nin)
Grbe su naselje koje upravno pripada gradu Ninu. Nalaze se otprilike na pola puta između Nina i Vrsi gledajući prema sjeveru. Naselje se razvilo početkom 19. stoljeća na prostoru nekadašnje tvornice duhana koja je 1786. nakon neuspjeha mletačke uprave da uspostavi proizvodnju duhana ustupljena markizu Jerolimu Manfrinu. 

## Stanovništvo
| broj stanovnika | 190   | 173   |
|                 | 2011. | 2021. |